# باشگاه فوتبال کومایری
باشگاه فوتبال کومایری (ارمنی: Կումայրի; انگلیسی: Kumayri FC) یک باشگاه فوتبال در شهر گیومری و در کشور ارمنستان می‌باشد که در لیگ برتر فوتبال ارمنستان بازی می‌کند.
این باشگاه در سال میلادی تأسیس شده است.

## آمار لیگ
| ارمنستان (۱۹۹۲ – ۱۹۹۷) |                       |     |      |     |       |      |        |          |     |        |      |
| فصل                    | دسته                  | سطح | بازی | برد | تساوی | باخت | گل زده | گل خورده | +/- | امتیاز | مکان |
| ۱۹۹۲                   | لیگ دسته اول          | ۲   | ۱۰   | ۳   | ۱     | ۶    | ۱۴     | ۲۰       | -۶  | ۷      | 5.   |
| ۱۹۹۳                   | لیگ دسته اول - گروه B | ۲   | ۲۰   | ۵   | ۸     | ۷    | ۲۲     | ۲۶       | -۴  | ۱۸     | 8.   |
| ۱۹۹۴                   | لیگ دسته اول          | ۲   | ۱۸   | ۵   | ۶     | ۷    | ۲۸     | ۳۴       | -۶  | ۱۶     | 6.   |
| ۱۹۹۵/۹۶                | لیگ دسته اول          | ۲   | ۲۲   | ۱۱  | ۲     | ۹    | ۳۳     | ۲۵       | +۸  | ۳۵     | 6.   |
| ۱۹۹۶/۹۷                | لیگ دسته اول          | ۲   | ۲۲   | ۸   | ۵     | ۹    | ۴۷     | ۴۲       | +۵  | ۲۹     | 5.   |